# Уайлд-Хорс
Уайлд-Хорс (англ. Wild Horse Island, рус. Остров Дикой Лошади) — озёрный остров, расположенный на озере Флатхед в округе Лейк (штат Монтана, США). Относится к индейской резервации Флатхед. Крупнейший остров крупнейшего пресноводного озера штата.
Остров имеет неправильную форму, вытянут с запада на восток на 4,5 км, с севера на юг — на 3,1 км, его площадь составляет 8,757 км², высшая точка находится на отметке 1142 метра над уровнем моря (260 метров над уровнем озера). На острове в заметном количестве обитают толстороги, чернохвостые олени, белоголовые орланы, соколы, водоплавающие птицы. Что касается собственно диких лошадей, то по данным 2013 года на острове обитали пять кобыл и один мерин.
Исторически остров использовался индейцами салиши и ктунаха (Confederated Salish and Kootenai Tribes of the Flathead Nation) для выпаса лошадей и чтобы уберечь их от похищения другими племенами. С 1978 года остров является парком штата, хотя по состоянию на 2008 год на его берегах находились 56 частных участков, каждый примерной площадью по 0,4 га (4000 м²). Парк обслуживается правительственным агентством Montana Department of Fish, Wildlife and Parks, доступ туда осуществляется только на лодках, парк дневного посещения (ночёвка запрещена).